# دهانه سیاه غول
دهانه سیاه غول (به لاتین: Dahan-e Siahqowl) یک منطقهٔ مسکونی در افغانستان است که در ولایت بغلان واقع شده‌است.